# Panthera leo bleyenberghi
O leão-do-katanga, também conhecido por leão-angolano ou leão-do-sudoeste-africano é uma população de leões que habitam o sudoeste da África, onde podem ser encontrados na Namíbia (Parque Nacional Etosha), Angola, Zaire, oeste da Zâmbia, oeste de Zimbabwe e norte do Botswana. O espécime é originário do Katanga (Zaire).
Assim como outros leões africanos, eles atacam principalmente animais de grande porte como zebras, gnus, búfalos, antílopes e javalis. Anteriormente foi considerada uma subespécie de leão sob nome de P. leo bleyenberghi, porém em 2017 foi agrupado como parte da subespécie P. leo melanochaita.

## Características

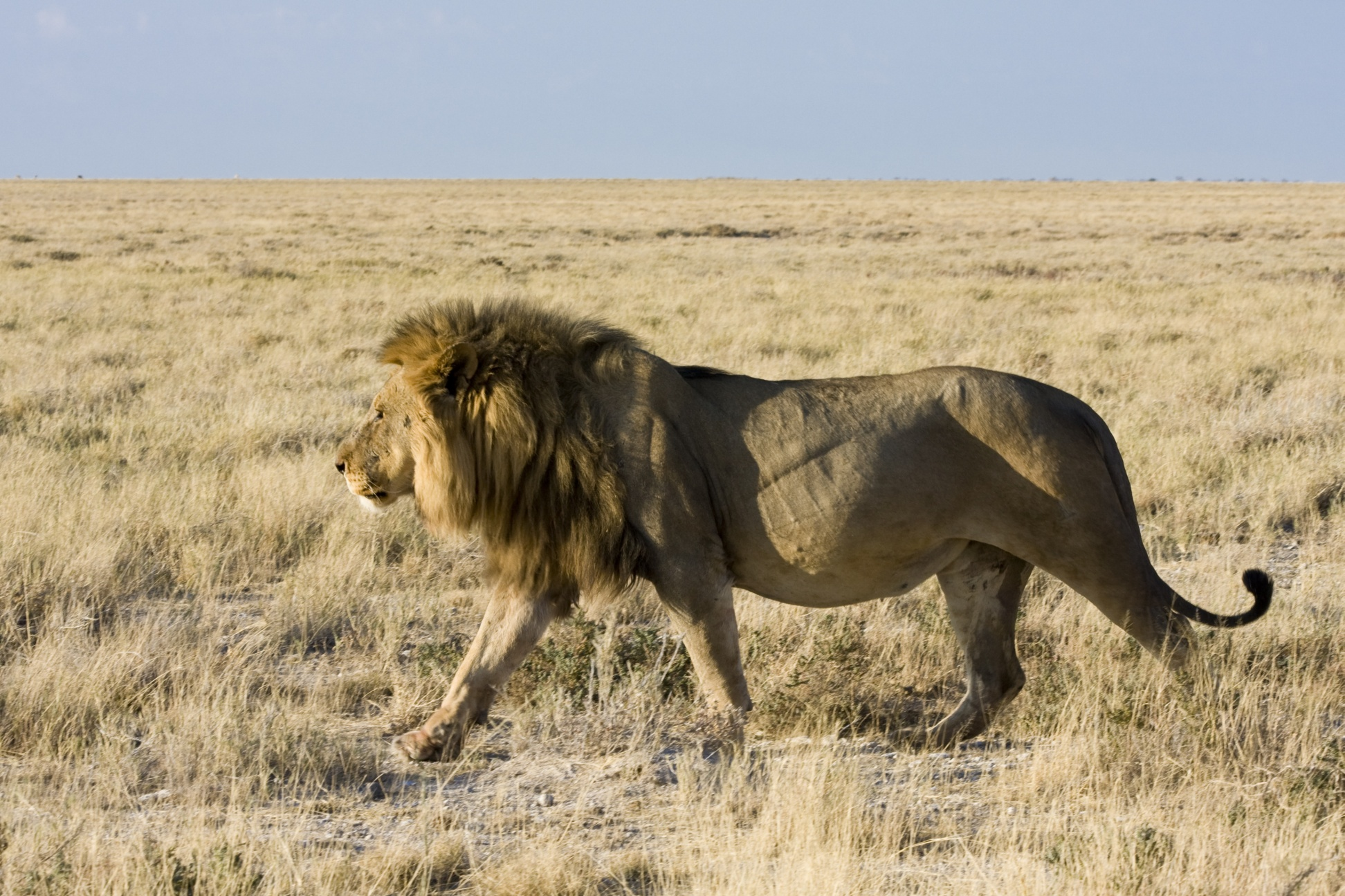
Leão-do-sudoeste-africano.

Possuem uma juba única, bem diferente das demais subespécies. Assim como os outros leões, vivem e caçam em grupo. 
O tamanho médio dos machos é de 276 cm de comprimento total, sendo que o exemplar de maior tamanho registado alcançou os 290 cm de comprimento. O FC Selous, caçou um dia um grande macho em Hartley Hills, Zimbabwe que possuía 302 cm de comprimento e 112 cm de altura nos ombros, pesando 186 kg. O peso médio é de 202 kg para os leões machos em Zimbabwe, enquanto que os machos de Botswana alcançam um peso entre 157 e 142 kg. O macho mais pesado reportado em Zimbabwe foi um leão que alcançou os 242 kg. Smithers registou uma fêmea com 248 cm de comprimento e 106,4 kg. Descobriu-se recentemente uma manada de leoas denominada "Tsaro", que habitava o Okavango, em Botswana, as quais, com base do seu tamanho corporal, foi estimado um peso máximo de 170 kg, semelhante ao peso médio dos leões machos adultos que habitam o leste da África. No entanto, um estudo realizado no Parque Nacional Etosha, na Namibia, demonstra que as fêmeas possuem um peso médio entre 117 e 152 kg, similar aos que habitam o sul de África.